# Nomioides dubius
Nomioides dubius är en biart som beskrevs av Blüthgen 1925. Nomioides dubius ingår i släktet Nomioides och familjen vägbin. Inga underarter finns listade i Catalogue of Life.